# یو دوان
یو دوان (انگلیسی: Yu Doan؛ زادهٔ ۱۴ دسامبر ۱۹۹۵) بازیکن فوتبال اهل ژاپن است.